# シリンガ (小惑星)
シリンガ(1104 Syringa)は、小惑星帯の小惑星である。1928年12月9日にカール・ラインムートがハイデルベルクのケーニッヒシュトゥール天文台で発見した。当初は1928 XAという仮符号が付けられた。モクセイ科のハシドイ属(Syringa)にちなんで命名された。